# Andrea Argoli

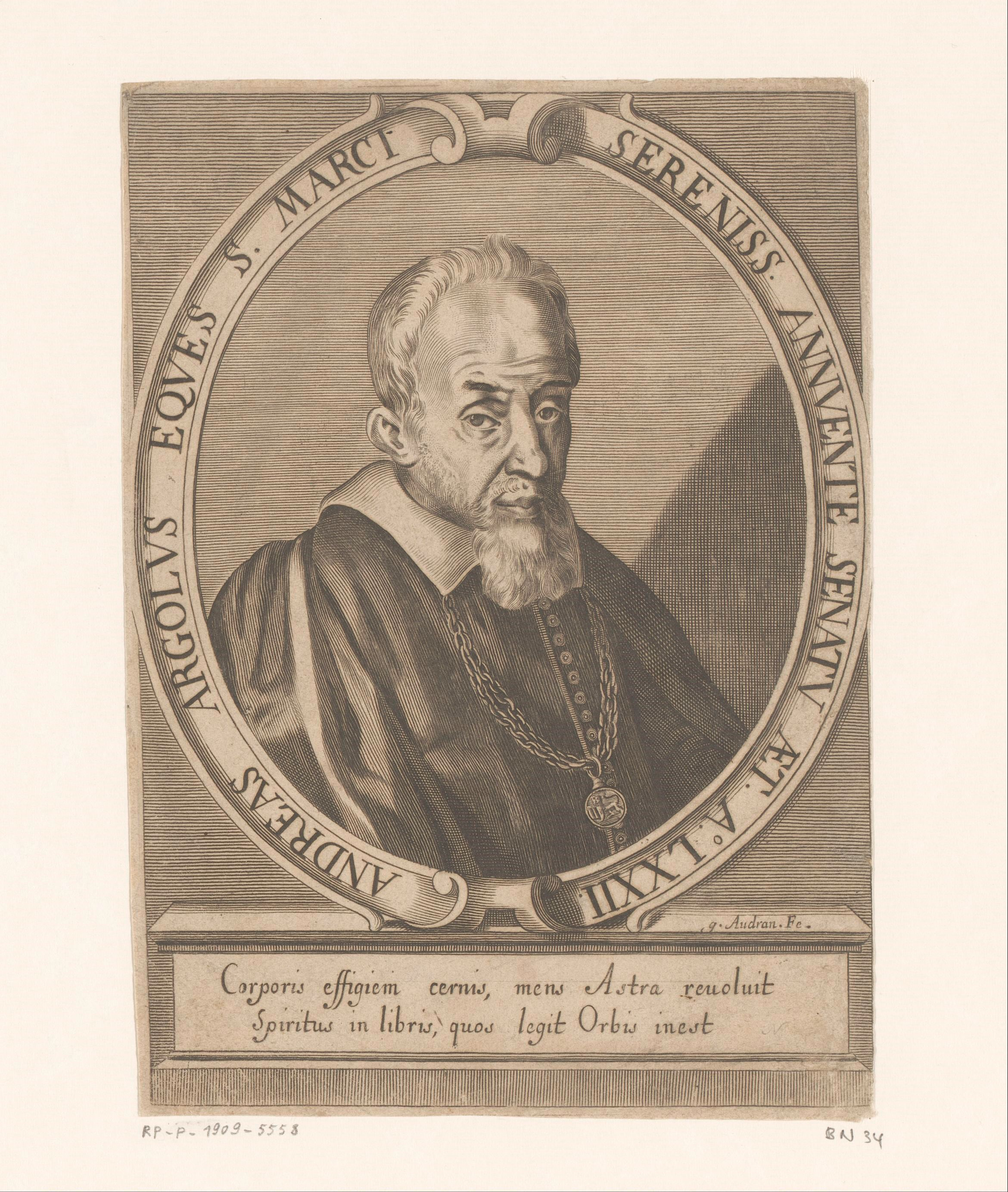
Porträt von Andrea Argoli (Germain Audran)

Andrea Argoli (latinisiert Andreas Argolus; * 15. März 1570 in Tagliacozzo; † 27. September 1657 in Padua) war ein italienischer Mathematiker, Astronom und Astrologe.
Im 17. Jahrhundert war er einer der wichtigsten Ersteller von Ephemeriden, die Positionen astronomischer Objekte am Himmel zu gegebenen Zeiten lieferten.
Von 1622 bis 1627 war er Professor für Mathematik an der Universität La Sapienza in Rom und später, von 1632 bis 1657, an der Universität Padua.
Zu seinen Schülern zählen Placidus de Titis und Wallensteins Astrologe Giovanni Battista Seni.

## Leben
Andrea Argoli wurde 1570 in  Tagliacozzo in den Abruzzen geboren, sein Vater Ottavio war Rechtsanwalt. Gingerich gibt den 15. März als Geburtstag an, wobei er sich über das Geburtsjahr 1570 nicht vollkommen sicher ist. Andere Autoren geben nur das Geburtsjahr mit 1570 an, ohne sich aber auf den Geburtstag festzulegen.
Argoli studierte Medizin, Mathematik und Astronomie in Neapel und lehrte von 1622 bis 1627 Mathematik an der Universität La Sapienza in Rom.
Wegen seiner Verstrickung mit Astrologie verlor er diese Stellung und war gezwungen, sich nach Venedig zurückzuziehen.
Der venezianische Senat erkannte seine Ausbildung an und ernannte ihn 1632 zum Leiter der Mathematik an der Universität von Padua.
Im Jahre 1638 verlieh ihm die venezianische Regierung den Titel „Ritter des Ordens von Sankt Markus“.
Nachdem er sich 1646 von einer schweren Krankheit erholt hatte, trat er für den Rest seines Lebens aus Dankbarkeit in den Franziskanerorden ein.
Argoli war Mitglied der Accademia Galileiana in Padua und der Accademia degli Incogniti in Venedig.
Als vielseitiger Gelehrter zeigte Argoli auch Interesse an der Medizin.
Er war einer der ersten Gelehrten Italiens, die Harveys Entdeckung des Blutkreislaufs anerkannten. Das Pandosion sphaericum von 1644, eine großangelegte geozentrische Kosmografie, enthält einen beträchtlichen Auszug von Harveys De motu cordis und diskutiert die von Walaeus vorangetriebenen Theorien in seinen Epistolae duae de motu chyli.

## Vermächtnis
Argolis umfangreiche astronomische Ephemeriden, die zunächst auf den prutenischen Tafeln (1620–1640) beruhten und später auf seinen eigenen Tafeln (ab 1630), die ihrerseits auf Beobachtungen von Tycho Brahe basierten, brachten ihm dauerhaftes Ansehen ein.
Delambre bedachte Argoli mit drei Seiten, er sei über neue wissenschaftliche Entdeckungen gut informiert, und wird treffend beschrieben als einer jener fleißigen Männer, die langwierige Arbeiten zum Nutzen von Astronomen schrieben, besonders für solche, die auch Astrologen waren.
Argolis Ephemeriden waren auch die Grundlage für die Kalender von Ferdinand Verbiest.
In seinem Werk schlug Argoli ein geo-heliozentrisches Weltbild vor, in dem die Planeten Merkur und Venus um die Sonne kreisen, während die anderen Planeten (und die Sonne) um die Erde kreisen.
Dieses System ist identisch mit dem von Martianus Capella, Argoli schlug zusätzlich vor, dass sich die Erde um ihre eigene Achse dreht.
Der Asteroid (152227) Argoli ist nach Andrea Argoli benannt.

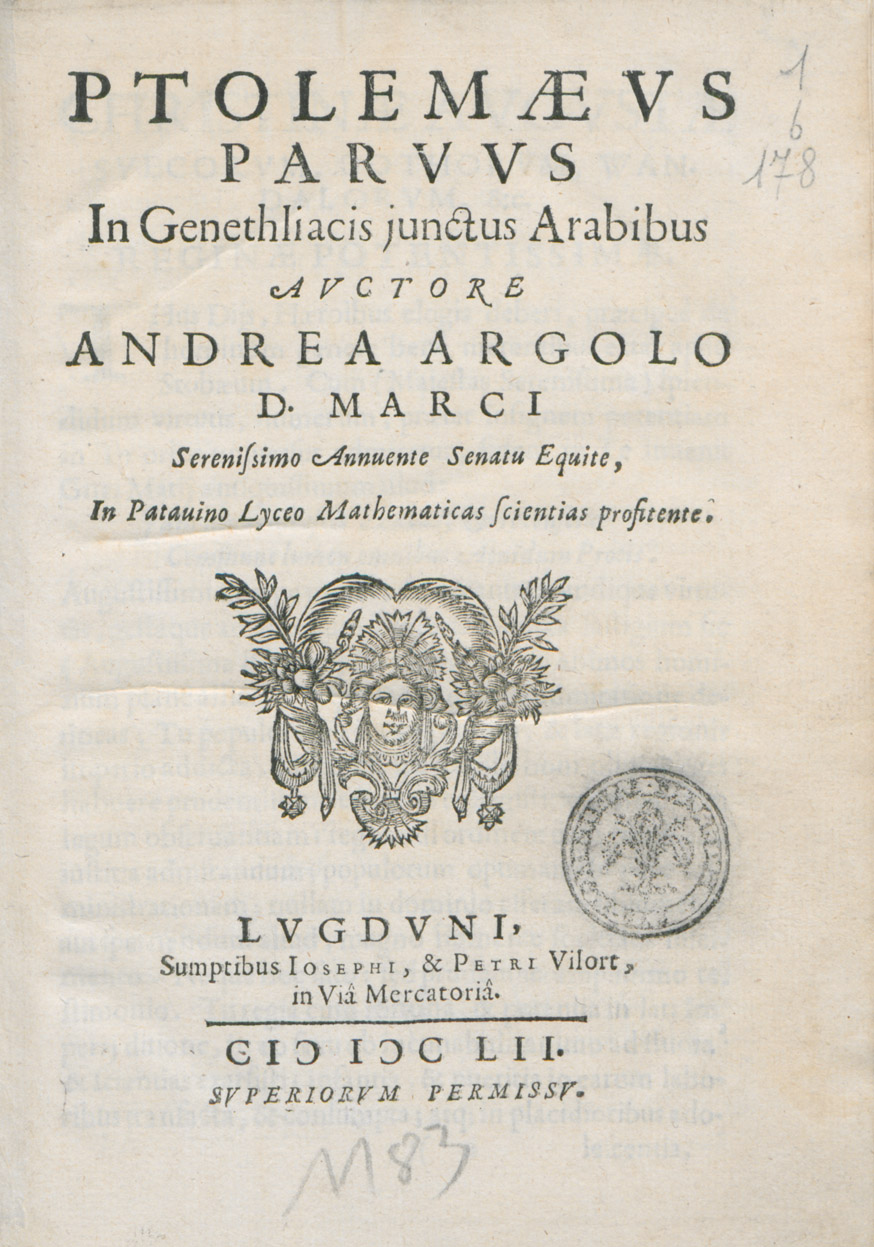
Ptolemaeus parvus, Frontispiz

## Werke
- Tabulæ Primi Mobilis, Rom, 1610.
- Astronomicorum, Rom 1629
- Secundorum Mobilium Tabulæ, Padua, 1634.
- Pandosium Sphæricum, Padua, 1644.
  - Paolo Frambotto (Hrsg.): Pandosion sphaericum. Padua 1653 (Latein, beic.it).
- Paolo Frambotto (Hrsg.): Exactissimae caelestium motuum ephemerides ad longitudinem almae urbis et Tychonis Brahe hypotheses, ac deductas e caelo accurate observationes ab anno 1641 ad annum 1700. Padua 1648 (Latein, beic.it).
- De Diebus Criticis. Padua 1652 (mit verschiedenen kleineren Werken und zweiten Ausgaben, alle in Quarto, eine Liste findet sich in Lalandes Bibliographie Astronomique).
- Joseph Vilort & Pierre Vilort (Hrsg.): Ptolemaeus parvus. Lyon 1652 (Latein, beic.it).
- Paolo Frambotto (Hrsg.): Brevis dissertatio de cometa. Padua 1653 (Latein, beic.it).